# Il placido Don (film 1957)
Il placido Don (in russo Тихий Дон?, Tichij Don) è un film del 1957 diretto da Sergej Gerasimov. 

## Riconoscimenti
- 1958 - Festival internazionale del cinema di Karlovy Vary
  - Globo di Cristallo